# Portfolio.hu
A Portfolio (portfolio.hu) Magyarország egyik legolvasottabb online hírportálja, egyben az ország vezető online gazdasági újsága. Az oldal 2 millió valós felhasználót és 55 millió oldalmegtekintést ér el havonta. A portál 2018-ban magyar sajtó kategóriában Prima Primissima díjat nyert.

## Jellemzői
A Portfolio fő profilját a gazdasági, pénzügyi, ingatlanpiaci és külpolitikai hírek és elemzések adják. A portál elemzői hetente több mint 700 cikket publikálnak a legrelevánsabb témákban, a lap elemzőit pedig rendszeresen hívják különböző televíziós és rádiós műsorokba. A portált több elismeréssel is kitüntették már, 2024-ben 12. alkalommal kapta meg a Portfolio Csoport egyik munkatársa a Junior Prima-díjat.  
A munkatársak írásai mellett a Portfolio.hu felületén rendszeresen jelennek meg írások a gazdasági és tudományos élet legfontosabb szereplőitől, az On The Other Hand nevű véleményrovatban.
A gazdasági portál 2020-ban indította el előfizetői rendszerét Portfolio Signature néven. Az előfizetés a Portfolio Signature jelzéssel ellátott elemzői tartalmakhoz, valamint a portál cikkarchívumához is hozzáférést biztosít. Az előfizetők extra hírlevelekhez, a Portfolio testre szabható árfolyamszolgáltatásához, a Portfolio Financial Terminalhoz is hozzáférhetnek, valamint online elemzői klubrendezvényeken is részt vehetnek.
A Portfolio.hu angol nyelvű kiadásban is megjelenik, ahol az előfizetők az egyedi elemzések és hírértelmezések mellett minden nap korán reggel értesülhetnek a legfontosabb magyar vonatkozású hírekről a napi hírlevél formájában.

## Portfolio lapcsalád tagjai, kiadványai és márkái
A Portfolio mellett a csoport két legnagyobb elérésű portálja a lakossági pénzügyekkel foglalkozó Pénzcentrum, valamint az agrárgazdasági Agrárszektor. A csoport 2018-ban alapított, vidéki életmódmagazinja, a HelloVidék 2025 elején beolvadt a Pénzcentrumba, amely azóta a híroldal egy rovataként működik tovább.
- Portfolio – Gazdasági portál
- Pénzcentrum – Lakossági pénzügyi újság
- Agrárszektor – Agrárgazdasági újság
- Portfolio Csoport – a cégcsoportot érintő legfontosabb hírek, tájékoztatás[14]
- Portfolio Financial – Tőzsdei adatszolgáltató[15]
- Portfolio Trader – Pénzügyi tanácsadó és oktatóközpont[16]
- Portfolio Konferencia – Rendezvényszervező üzletág[17]
- Portfolio Podcast Lab – A csoport podcast tartalmaiért felelő üzletág[18]
- Portfolio Content Lab – Tartalomfejlesztési divízió[19]

## Portfolio Rendezvények
A Portfolio Csoport 2004 óta rendszeresen szervez vezető iparági fórumokat többek között az agrárium, a biztosítás, a hitelezés, a vagyonkezelés, a vállalatfinanszírozás, a tőkepiacok, a kiskereskedelem, a járműszektor, a pénzügyi IT és az ingatlanpiac területén. A cégcsoport Budapesten és magyarországi vidéki helyszíneken túl a kelet-közép-európai országok nagyvárosaiban is rendez konferenciákat.
Gazdaság:
- Budapest Economic Forum
- Portfolio Professional Investment Day
- Portfolio Investment Day
- Portfolio Gen Z Fest
- Budapest Economic Forum
- Portfolio Sustainable World
- Portfolio Private Health Forum
- Digital Compliance
- Portfolio Retail Day
- Portfolio-MAGE Járműipar

Ingatlan:
- Portfolio Property X
- Property Warm Up
- Portfolio Építőipar
- Portfolio Property Awards
- Property Investment Forum

Agrár:
- Portfolio Agrárium
- Agrárszektor Konferencia
- Portfolio AgroFood
- Portfolio AgroFuture

Pénzügy:
- Portfolio Biztosítás
- Portfolio Hitelezés
- Future of Finance
- Követeléskezelési trendek

Energia:
- Vállalati Energiamenedzsment
- Energy Investment Forum

IT:
- Financial IT
- Portfolio AI in Business
- Digital Transformation
- Banking Technology

A cég jelentősebb iparági fórumai a következő nevek alatt zajlottak az elmúlt években, mind Magyarországon, mind pedig régiós nagyvárosokban:
Az iparági témákat lefedő konferenciák mellett havi rendszerességgel Portfolio Klubok néven olvasói, illetve közösségi találkozókat is szervez meghatározott témákban a cégcsoport. Ezen események döntően befektetésekhez kapcsolódnak, vagy aktuális hírek, nagyobb események kapcsán szerveződnek.
A cég rendezvény-üzletága olyan lakáspiaci kiállítást is rendez Magyarországon, mely az ingatlanpiaci szereplők mellett kifejezetten a lakosságot célozza meg. A LAKÁS 2018 országos kiállítás a közölt statisztikák szerint 73 kiállítót és 13 ezer látogatót vonzott.

## Portfolio Podcast
A portálon megjelenő szöveges tartalmak, elemzések mellett a Portfolio 2022 óta podcast adásokkal is jelentkezik. A Portfolio Csoport podcast-tartalmai az összes nagy podcast platformon, többek között Spotify-on, Apple Podcasten, illetve YouTube-on is elérhetőek. A minden hétköznap délután megjelenő Portfolio Checklistben a lap elemzői, valamint vendégszakértők mutatják be a legaktuálisabb az összetett folyamatoknak a hátterét, amelyek hatással vannak a pénzügyekre és az üzleti döntésekre. A hosszabb adásokkal jelentkező Portfolio Business podcastben vezető piaci, vállalati szakemberek szólalnak meg különböző aktuális témákról. A portál 2025-ben indult Energy Talks című műsora a magyarországi energiapiac aktuális témáival foglalkozik.
A Portfolio podcast-tartalmi kínálatában helyet kapnak scripted adások is. A 2023-ban megjelent Telepesek podcast hat részben magyarázza el, hogy miért nagyrészt kínaiak vették igénybe a 2013 és 2017 között futó magyar letelepedési kötvényprogramot. A 2024-ben az OTP Bankkal és a Mastercarddal együttműködve készített Préda podcast pedig valós kiberbűnügyi történeteket mutat be, az érintettek, és a magyar kiberbiztonsági szakma vezető szakértőinek segítségével.
A lapcsoporthoz tartozó Agrárszektor szakportál Alapvetés néven ad ki rendszeresen agrár- és élelmiszerpiaci podcastet, amely 2025-től már videós formában is megjelenik.

## Tulajdonosi háttér
A Portfolio lapcsaládot kiadó NET Média Zrt.-t 2016 októberében a Balogh Gabriella és Bán Zoltán tulajdonában lévő NT2016 Kft. vásárolta meg a Spéder Zoltán érdekeltségi körébe tartozó CEMP-től. Balogh Gabriella a Magyar Lapkiadók Szövetsége elnökségi tagja, illetve több alapítvány tevékenységében is részt vesz. Bán Zoltán 2000-től a Net Média Zrt. és a Portfolio Csoport munkatársa, szerzője, 2009-től pedig a társaság vezérigazgatója.